# کارنگشوو
کارنگشوو (به لهستانی:  Karniszewo) یک روستا در لهستان است که در گمینا میلشن واقع شده‌است.